# Karl Rudolf Friedenthal

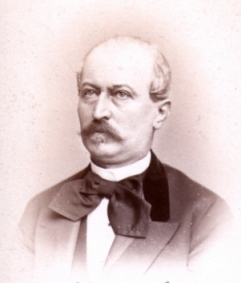
Rudolf Friedenthal 1874

Karl Rudolf Friedenthal (* 15. September 1827 in Breslau, Provinz Schlesien; † 7. März 1890 in Giesmannsdorf, Landkreis Neisse) war ein deutscher Jurist, Unternehmer und Abgeordneter im Königreich Preußen.

## Biografie
Friedenthals Eltern waren Naphtali Markus Friedenthal, Kaufmann, Bankier und Stadtrat in Breslau, und Amalie geb. Landsberger. Als Angehörige der nach Berlin zweitgrößten jüdischen Gemeinde Deutschlands wurden Vater und Sohn 1832 evangelisch getauft. Er begann an der Universität Breslau Rechtswissenschaft zu studieren und wurde im Corps Silesia Breslau aktiv. Als Inaktiver wechselte er an die Ruprecht-Karls-Universität Heidelberg und die Friedrich-Wilhelms-Universität zu Berlin. Er trat nach den Examen zunächst in die Rechtspflege des Königreichs Preußen, musste aber nach dem Tod des Vaters 1854 ausscheiden, um den väterlichen Großgrundbesitz bewirtschaften zu können.
1857 wurde er Landrat im Kreis Grottkau. 1861 heiratete er Fanny von Rosenberg (1829–1912). Das Paar hatte einen Sohn, der jung verstarb, und zwei Töchter: Elsbeth heiratete den Freiherrn Ernst von Falkenhausen auf Bielau, die andere heiratete den Freiherrn Oskar von der Lancken-Wakenitz, der im deutschen diplomatischen Dienst eine geachtete Stellung einnahm. Dem Antrag des Schwiegersohns Falkenhausen wurde stattgegeben, sich Freiherr von Friedenthal-Falkenhausen nennen zu dürfen, vererblich am Besitz der vom Schwiegervater errichteten Fideikommissherrschaft Friedenthal. Der politisch liberal gesinnte Karl Rudolf Friedenthal war 1867 Mitbegründer der Freikonservativen Partei und anschließend Abgeordneter des Norddeutschen Reichstags und des Zollparlaments (1867–1871). In den Jahren 1871 bis 1881 folgte ein Abgeordnetenmandat im Deutschen Reichstag.
Friedenthal wirkte als Mitglied des Preußischen Abgeordnetenhauses (1870–1879) aktiv an der Kreisreform von 1872 mit. Die auf dem Grundsatz der Selbstverwaltung beruhende Kreisordnung von 1872 für die fünf östlichen Provinzen Preußens (in Kraft ab 1874) wurde in ihren Grundzügen von ihm mit entworfen. Im Mai 1872 erwarb er zusammen mit Graf Johannes Maria von Renard (auf Groß-Strehlitz in Schlesien) von Landrat Georg Scharnweber das Rittergut Hohenschönhausen für 265.000 Reichstaler und ließ es durch einen Administrator verwalten.
Ab September 1874 war er preußischer Staats- und Landwirtschaftsminister. In dieser Eigenschaft gründete er die Zentralmoorkommission. Er trat aber nach Otto von Bismarcks innenpolitischer Wendung am 12. Juli 1879 zurück. Nach seinem Ausscheiden als Staatsminister erwarb er 1879 die Herrschaft Deutsch-Wartenberg in Niederschlesien. Er wohnte dann abwechselnd in Deutsch-Wartenberg und auf seinem väterlichen Besitz in Giesmannsdorf bei Neiße. 1881 zog er sich von der aktiven Politik zurück, um sich wieder der Verwaltung seiner landwirtschaftlichen und industriellen Besitzungen zu widmen.
Nach Friedenthal wurde in Schmargendorf um 1908 eine Straße benannt. Als die Nationalsozialisten alle nach Bürgern jüdischer Herkunft benannten Straßen umbenannten, erhielt diese Friedenthalstraße am 16. Mai 1938 den Namen Schellendorffstraße (nach Paul Bronsart von Schellendorff). 1997 wurde der Park am Halensee als Friedenthal-Park benannt und am 15. September 1997 dort zu Ehren Friedenthals eine Bronzetafel enthüllt.

## Ehrungen

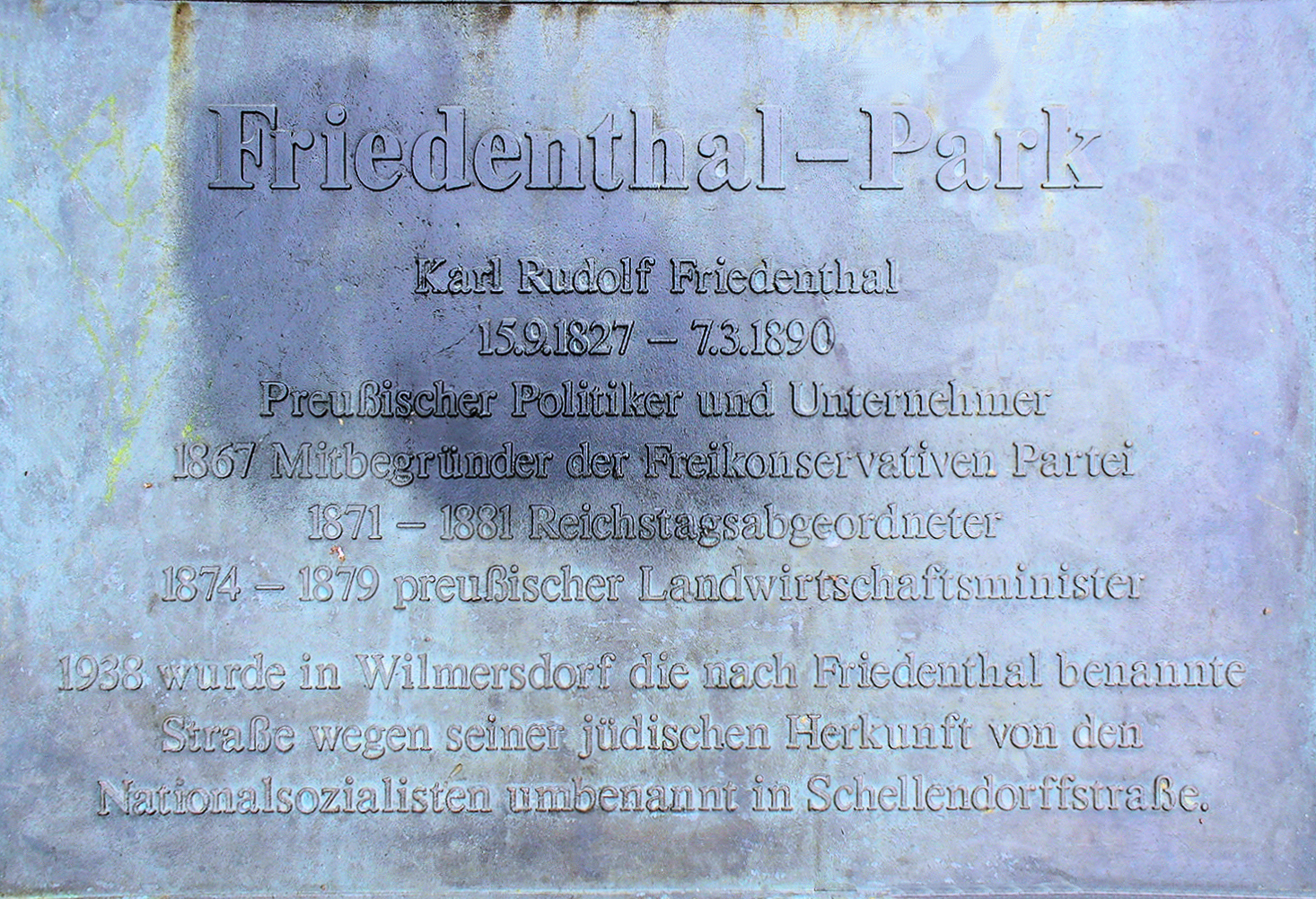
Gedenktafel im Friedenthal-Park, in Berlin-Grunewald

- Die ihm 1879 angetragene Erhebung in den Adelsstand lehnte er ab.[7][8]
- Gedenktafel: Halenseestraße, Berlin-Grunewald
- Park: Friedenthal-Park, Berlin-Grunewald
- Straße: Friedenthalstraße [historisch], Wilmersdorf (heute Schellendorffstraße, Berlin-Schmargendorf)